# Uloga Srpske pravoslavne Crkve tijekom velikosrpske agresije
Srpska pravoslavna crkva (SPC) tijekom velikosrpske agresije imala je vrlo kontroverznu ulogu. Iako je u početku rata bilo poziva na pomirenje i prestanak sukoba, kako je rat odmicao, SPC izdaje niz priopćenja kojima ohrabruje nastavak rata i zadražvanje okupiranih teritorija.
U razdoblju 1990-ih SPC postiže značajnu ulogu u javnom životu. Tijekom velikosrpske agresije 1990-ih godina brojni su se sudionici pozivali na Srpsku pravoslavnu crkvu, tražili njenu podršku i često je dobivali. Mnogi predstavnici SPC su javno podržavali srpske vojne i paravojne postrojbe. Čak je i patrijarh Pavle blagoslivljao Radovana Karadžića, Ratka Mladića i Željka Ražnatovića Arkana.
Tijekom 1990-ih SPC je kao institucija bila preokupirana "nacionalnim pitanjem", a nacionalizam (nazivan i "svetosavski nacionalizam") je postao dominantna struja unutar crkve. Kao glasnogovornike nacionalizma unutar Crkve, kritičari navode četiri Justinova učenika: Amfilohija Radovića, Artemija Radosavljevića, Atanasija Jevtića i Irineja Bulovića. Do 1991. godine, sva četvorica justinovaca su se našli u vrhu SPC, kao episkopi. Njih četvorica, uz patrijarha Pavla, predstavljali su "idejni sinod" SPC. Suočen s nacionalizmom svojih episkopa, srpski patrijarh Pavle je pozivao na poštovanje ljudskih vrijednosti poznatim riječima: "Budimo ljudi, iako smo Srbi". Jedan od protivnika nacionalizma u crkvi u ovom razdoblja bio je zagrebački mitropolit Jovan. Na teološkom polju, ovo razdoblje karakterizira jačanje protu-ekumenskih tendencija.
Srpska pravoslavna crkva je tijekom ratova u bivšoj Jugoslaviji odbacila gotovo sve ponuđene mirovne planove, uključujući Vanceov plan, Vance-Owenov plan, Plan Kontakt skupine i Daytonski mirovni sporazum. Čak i kad su poslanici Republike Srpske bili spremni na povlačenje, SPC je zastupala "jedan puno militantniji stav".

## Pozadina
1989. godine se komunizam urušio u globalnim razmjerima, a Crkva se vratila na društvenu scenu u vidu ideološke snage koja u nekim slučajevima postaje dio vlasti. Crkve su, posebno na pravoslavnom Istoku, svoju vjersku djelatnost zamijenile nastojanjima klerikalizacije.
Nakon sekularnog razdoblja SFRJ, početkom raspada SFRJ Srpska pravoslavna crkva dobiva sve veći prostor na političkoj sceni Srbije. Trojstvo svetosavskog nacionalizma, Bog na nebu, kralj u državi, domaćin u obitelji, postaje vrlo frekventna u govorima nacionalističkih prvaka. Srpska pravoslavna crkva je pružila bitnu podršku Miloševićevom usponu na vlast. Unutar crkve se sve otvorenije govori o podjeli Jugoslavije, s posebno surovim osvrtom na predstojeće milijunsko raseljavanje stanovništva:
1990. uoči prvih višestranačkih izbora u Bosni, crkvena glasila intenziviraju retoriku o srpskim žrtvama genocida, iskopavanju kostiju žrtava i ponovnom sahranjivanju. Vađenje iz jama kostiju žrtava Drugog svjetskog rata je bilo okruženo kamerama, reflektorima, novinarima. Ljudi su na televizijskim ekranima mogli vidjeti stravične slike sa stotinama lubanja i kostiju poredanih po šatorskim krilima. Prilikom vađenja kostiju iz jame Golubinka, u nju su se spustili čak i predsjednik SDS-a Radovan Karadžić i član Predsjedništva BiH Nikola Koljević. Karadžić i Koljević silazak u jame koriste kao svojevrstan politički marketing, a na izbore izlaze uz blagoslov SPC. Srpska crkva je u politiku Bosne i Hercegovine ušla na velika vrata, vezujući crkvene i narodne interese za određenu političku opciju. Na političkim skupovima Srpske demokratske stranke su svećenici sjedili u prvim redovima pored političara. U Sarajevu, crkvene manifestacije su služile za promociju stranačkih vođa SDS-a. Do toga je dolazilo na inicijativu same Crkve, o čemu najbolje svjedoči izjava Radovana Karadžića: 
Govoreći protiv rata u Hrvatskoj na skupu Srba iz Hrvatske u beogradskom Centru "Sava", 29. lipnja 1990. godine, narodni heroj Jugoslavije dr Gojko Nikoliš je rekao:
1. prosinca 1990. Pavle je izabran za patrijarha Srpske pravoslavne crkve. Izbor je obavljen za života prethodnog patrijarha, Germana. Relikvije vladike Nikolaja dopremljene su iz Amerike u Srbiju u svibnju 1991. godine, u danima kada je započinjao rat na području bivše Jugoslavije. Nacionalistička struja u Srpskoj pravoslavnoj crkvi, koja je u ovom razdoblju postala dominanta, je smatrala Velimirovićevu rehabilitaciju načinom da se srpsko nacionalno biće "pročisti od sablasti komunizma".

## 1991.: Početak rata u Hrvatskoj
Uoči Domovinskog rata u Hrvatskoj, službenici SPC su zastupali velikosrpsku platformu inzistirajući da područje na kojima žive Srbi ne mogu ostati u sastavu Hrvatske, već se moraju naći u istoj državi sa Srbijom i "svim srpskim krajinama". U jeku jugoslavenske krize, Atanasije Jevtić i Amfilohije Radović javno traže spajanje "svih srpskih krajeva" u Ujedinjene srpske zemlje. Predstavnici srpske crkve su novu hrvatsku državu odmah usporedili s ustaškom Nezavisnom Državom Hrvatskom. Od početka rata u Hrvatskoj, svi episkopi čije su se eparhije nalazile u Hrvatskoj prelaze u Beograd, ili na područja pod srpskim nadzorom. U "Pravoslavlju" je 15. ožujka 1991. godine objavljen tekst vladike Lukijana slavonskog pod naslovom "Protusrpsko nastupanje ustaške države". Crkveni tisak je mnogo uradio na uvjeravanju srpskog naroda u ustaštvo novih hrvatskih vlasti. Tih godina mnogi iz SPC spominju kolektivnu odgovornost Hrvata za genocid u NDH. Početkom travnja, episkop Nikanor javno istupa navodno promovirajući velikosrpsku ideologiju krvi i tla:
U svibnju 1991. godine, prilikom svog ustoličenja za episkopa, koje je bilo glavni medijski događaj tih mjeseci, Atanasije Jevtić govori o "zlobnim i agresivnim muslimanima" koji su stoljećima surađivali s polumjesecom protiv "srpskog krsta sa tri prsta":
Mitropolit crnogorsko-primorski Amfilohije je lipnju 1991. pustio Željka Ražnatovića Arkana i njegovu paravojnu postrojbu "Tigrovi" da naoružani borave u Cetinjskom manastiru, zbog čega se pričalo da je od manastira "napravio vojarnu". Arkanovci su blagoslovima i zdravicama ispraćeni na ratište, a Amfilohije Radović je potom i sam krenuo na dubrovačko ratište, gdje je tijekom jeseni 1991. hrabrio crnogorske rezerviste i srpske paravojnike koji su vršili opsadu Dubrovnika. Vođa paravojnih snaga koji su opsjedali Dubrovnik je u to vrijeme izjavljivao da mu je "vrhovni zapovjednik" patrijarh Pavle:
Dalmatinski episkop Longin je također blagoslivljao srpske vojne i paravojne postrojbe koje su ratovale po Hrvatskoj. Tadašnji arhimandrit Filaret Mićević je putem medija pozivao na rat i išao na ratom zahvaćene prostore hrabreći srpske dobrovoljce. Kolovoza 1991. godine tadašnji protosinđel Filaret je uslikan kod manastira Komogovina, između Kostajnice i Gline, s grupom srpskih "boraca" na oklopnom vozilu. Njegova fotografija u mantiji s puškomitraljezom ispred tenka, koja je obišla svijet, do danas izaziva kritike. Povodom te fotografije vladika bački Irinej Bulović je reagirao: 
Bilo je i pokušaja zaustavljanja sukoba. Godine 1991., kada se rat u Hrvatskoj već rasplamsao, patrijarh Pavle se u dva navrata susreo s kardinalom Kuharićem. S druge strane, Pavle je tražio odvajanje "srpskih oblasti" iz Hrvatske. 1. studenog 1991. srpski patrijarh je poslao otvoreno pismo britanskom lordu Carringtonu, predsjedniku Međunarodne mirovne konferencije o Jugoslaviji, kojim ga uvjerava kako Srbi ne mogu živjeti s Hrvatima i da imaju pravo na ujedinjenje sa Srbijom.
Pavle je objašnjavao britanskom lordu da su u Jugoslaviji "Srbi bili prisiljeni živjeti zajedno sa Hrvatima", ali da više ne mogu živjeti zajedno i da "dijelovi Hrvatske moraju biti pripojeni matici srpskog naroda, Republici Srbiji". U pismu patrijarh Pavle otvoreno govori da se velik dio područja Hrvatske mora "naći pod zajedničkim državnim krovom sa današnjom Srbijom i svim srpskim krajinama". Također kaže da svoju braću "iste vjere i krvi" koja žive u Hrvatskoj "srpska država i srpski narod moraju zaštititi svim legitimnim sredstvima, uključujući i oružanu samoobranu".
Nakon pada Vukovara 18. studenog 1991. "Pravoslavlje" je objavilo da djeca Vukovara dišu radošću i srećom jer su oslobođena. Krajem studenog 1991. godine srbijansko rukovodstvo se založilo za prihvaćanje Vanceovog plana, po kojem bi u Hrvatsku bile poslane snage UN, što je bio uzrok konačnog razlaza Babića i Miloševića. Gornjokarlovački Episkop SPC Nikanor je osuđivao one mirotvorce koji bi mirili Srbe i Hrvate, "te vjekovne neprijatelje". Kada je prvi put potpisano primirje u Hrvatskoj, episkopi SPC su objavili da nijedna vlada u ime srpskog naroda nema pravo potpisivati nikakva primirja bez blagoslova svoje crkve.

## 1992.: Početak rata u Bosni i Hercegovini
U siječnju 1992. godine sazvan je izvanredan Arhijerejski sabor Srpske pravoslavne crkve zbog prihvaćanja Vanceovog mirovnog plana od strane Miloševića. Glavna tema crkvenog sabora održanog 16. i 17. siječnja su bile državne granice na jugoslavenskim prostorima. Sa Sabora je izdano službeno priopćenje u kome se kaže da SPC ne priznaje granice jugoslavenskih republika:
Krivica za političku izdjeljenost srpskog "živog organizma" pripisana je komunistima i "izrazito antisrpskom" AVNOJ-u, koji je zapravo ponovno ujedinio Jugoslaviju, razdijeljenu nakon fašističke okupacije. Episkopi su s istog zasjedanja poručili da se mimo njih ne mogu donositi nikakve obvezujuće političke odluke koje se tiču Srba:
Vanceov plan je i pored svega ipak prihvaćen, što je značilo praktično priznanje postojećih granica Hrvatske. Episkop Atanasije Jevtić na televiziji Studio B, 12. ožujka 1992. godine predsjednika Srbije Slobodana Miloševića proglašava izdajnikom. 27. travnja 1992. godine proglašena je Savezna Republika Jugoslavija, čime su definitivno prihvaćene "avnojevske" granice. U travnju 1992. mitropolit Amfilohije Radović izjavljuje kako se zalaže za ujedinjenje svih srpskih zemalja, ali se plaši da će ta šansa ponovo biti propuštena, "kao što je bila propuštena i 1918."
Nakon referenduma za nezavisnost BiH, glavni urednik "Pravoslavlja" Dragan Terzić je ožujku 1992. pisao da bi Srbi u BiH imali isti status koji imaju kršćani u islamskim zemljama, tj. "bili bi robovi", što su već iskusili tokom islamske okupacije. Uoči prvih sukoba u Bosni, "Pravoslavlje" 15. ožujka 1992. piše da rat ne mora nužno biti loš, i da mir ne mora nužno biti dobar: 
Godine 1992. sve tri glavne vjerske zajednice u Bosni i Hercegovini (SPC, Rimokatolička crkva i Islamska zajednica) su izdale zajednički poziv na pomirenje. Neki strani analitičari su ocjenjivali kako je to pozitivan primjer bez presedana, odnosno da nema puno primjera da su tijekom ratnih sukoba čelnici vjerskih zajednica uopće stupali u kontakt, a kamoli službeno pozivali vjernike na pomirenje i praštanje. S druge strane, početkom rata u Bosni i Hercegovini zvorničko-tuzlanski episkop Vasilije Kačavenda je u Bijeljini držao ratnohuškačke govore i javno podržavao politiku Radovana Karadžića. U to vrijeme se već počelo izvještavati o srpskim ratnim zločinima, o čemu Atanasije na parastosu u manastiru Vavedenje 5. svibnja 1992. kaže: 
Na arhijerejskom Saboru, održanom od 14. do 28. svibnja 1992. godine, donijet je dokument nazvan "Memorandum SPC", koji govori protiv "avnojevskih" granica, te uskraćuje podršku vlastima novoosnovane SRJ koje su prihvatile te granice i službeno se "povukle" iz rata: 
Ogradivši se od rukovodstva u Srbiji, vrh SPC postaje izuzetno blizak s rukovodstvom bosanskih Srba na Palama. Po uspostavljanju Republike Srpske, Crkva je postala dio državne strukture, vjeronauk je uvedena u škole, episkopi su prisustvovali zasjedanjima Parlamenta, savjetovani su prilikom važnijih odluka, a sam Radovan Karadžić je izjavljivao da za svaku svoju odluku mora savjetovati s episkopima ili patrijarhom. Prosinca 1992. godine, u priopćenju izvanrednog zasjedanja Svetog arhijerejskog sabora, odbačene su optužbe da Srbi u BiH drže logore u kojima se siluju muslimanke:
Kasnije tijekom rata, patrijarh Pavle je nastupao pomirljivo, i govorio da u ratu u Bosni i Hercegovini stradaju i Srbi, Hrvati i Muslimani, te da je mir svima potreban, "jer smo svi mi djeca Božija". Ovome se usprotivio episkop Artemije Radosavljević tvrdeći da je izjednačavanje ljudi za pravoslavno kršćanstvo neprihvatljivo, posebno izjednačavanje pred Bogom.

## 1993.: Razlaz s Miloševićem
Nakon što je Milošević ukinuo podršku ratnom rukovodstvu bosanskih Srba, SPC se okreće od njega ističući da Radovan Karadžić i Biljana Plavšić "idu svetolazarskim putem". Crkva se sve više okreće Republici Srpskoj, koja se veliča kao nekakav "novi srpski  pijemont".
U to vrijeme, ratni zločini u BiH, rušenje džamija, pljačke, izgoni i pokolj Muslimana, počeli su sve više skretati pažnju svjetske javnosti. Početkom 1993. godine tadašnji predsjednik SR Jugoslavije Dobrica Ćosić zatražio je od hercegovačkoga episkopa Atanasija da mu razjasni što to Srbi rade u tamo Hercegovini (konkretno Trebinju), i da ga obavjesti ima li na terenu njegove eparhije zločina koje čine srpske snage. Atanasije je odgovorio kako on brine o srpskom narodu "koji je žrtva i mučenik", a ne o muslimanima ili nekim tamo drugima.
U poodmaklim godinama rata u BiH, kada su neki poslanici Republike Srpske bili spremni na primirje, srpska crkva je zastupala militantniji stav, suprotstavljajući se raznim mirovnim prijedlozima, inzistirajući kako nema uzmaka sa zaposjednutih područja. Početkom 1993. predložen je Vance-Owenov plan za okončanje rata u BiH, ali se Crkva protivila. Nakon što je u svibnju 1993. rukovodstvo RS odbacilo Vance-Owenov plan, mitropolit Amfilohije je rekao: 
Hercegovački episkop Atanasije Jevtić 6. kolovoza 1993. izjavljuje kako Republika Srpska mora "sići na Neretvu" i "na srpsko more":
Velikodostojnici Srpske pravoslavne crkve su bili prisutni na skoro svim ratnim zasjedanjima Skupštine Republike Srpske. Mitropolit dabrobosanski Nikolaj Mrda je govorio da Srbi pod vodstvom Karadžića i Mladića "slijede trnovit put Isusa Krista". Krajem travnja 1993.godine, mitropolit Nikolaj je izjavio da general Ratko Mladić prihvaća sve njegove prijedloge. Predsjednik Republike Srpske dr. Radovan Karadžić, početkom 1994. ocijenio je odnose između Crkve i države kao izvanredne.
Episkop Atanasije je travnja 1994. prosvjedovao što ratni gradonačelnik Trebinja, Božidar Vučurević, prihvaća pakete humanitarne pomoći od Kršćanske adventističke Crkve, rekavši: "Ako izigravate 'demokrata' onda vas pitam zašto ste uopće progonili muslimane i rimokatolike iz Trebinja i ostale Hercegovine?".
1994. godine je predložen mirovni plan Kontakt skupine, koji je Srpska pravoslavna crkva također odbacila. Na zasjedanju Skupštine Republike Srpske u srpnja 1994. godine na kome se odlučivalo o prihvaćanju mirovnog plana, episkop Atanasije Jevtić rekao je poslanicima da SPC ne može ponovo pristati na "desetkovanje srpskog naroda" i da ne treba prihvatiti ponuđeni plan. Mitropolit Amfilohije je tom prilikom uputio telegram podrške s Cetinja kojim odbacuje mirovni plan. 5. srpnja 1994. godine Episkopska konferencija SPC je uputila "Poziv srpskom narodu i svjetskoj javnosti", u kojem su izložene teritorijalne pretenzije u Hrvatskoj i Bosni i Hercegovini, i kojim pozivaju sav srpski narod da stane u obranu RS:
Amfilohije je s Cetinja 8. kolovoza 1994. godine izdao žestoko priopćenje kojim je kritizirao Srbe što su "već brigu na veselje udarili", i što kao turisti idu "po primorju i banjama" koje odjekuju od "lakoumlja i bezumnih zabava". Za razliku od ovih i ovakvih Srba, kaže Amfilohije, "narod i Skupština Republike Srpske danas čuvaju i obraz i dušu srpskoga naroda pravoslavnog". On je rat u BiH nazvao svetim, pravoslavnim, pravednim i bogolikim:
Vladika Atanasije je u kolovozu 1994. još jednom podržao odbacivanje plana Kontaktne skupine, čak i po cijenu NATO bombardiranja: 
Federacija protestantskih Crkava Švicarske je tijekom rata u Bosni i Hercegovini uputila poziv SPC s prijedlogom da se ona "odrekne svoje, u svakom pogledu, nacionalističke pozicije i da se distancira od Karadžića". Ni ovaj poziv, kao ni brojne slične inicijative domaće javnosti, nije naišao na zapaženiji odjek u SPC.

## 1995.: Daytonski sporazum
Krajem 1995. godine je došlo do velikih sukoba oko potpisivanja Daytonskog mirovnog sporazuma, kojim je okončan rat u Bosni i Hercegovini. Naime, nakon što je Radovan Karadžić ovlastio Miloševića da u Daytonu zastupa interese bosanskih Srba, Milošević je tražio da to patrijarh odobri. Patrijarh Pavle je isprva potpisao dokument, ali je prosinca 1995. godine najmanje deset episkopa SPC zbog toga zatražilo njegovu ostavku. Sazvan je čak i izvanredni crkveni sabor 21. i 22. prosinca na kojem je Pavlov potpis proglašen nevažećim.
1996. godine Amfilohije Radović je uredio zbornik "Jagnje Božije i zvijer iz bezdana", u kome se izlaže srpska pravoslavna filozofija rata. Knjiga sadrži doprinose mnogih srpskih svećenika i učenjaka, među kojima je i Radovan Karadžić, a služi pravdanju rata u Bosni i suprotstavljanju srbijanskoj proturatnoj literaturi.
Na zasjedanju arhijerejskog sabora u svibnju 1996., odlučeno je sljedeće: 
1997. godine srpski patrijarh Pavle je potpisao deklaraciju za obustavljanje postupka Haškog suda protiv Radovana Karadžića.

## 1998.: Kosovski rat
1998. godine, kada se rat na Kosovu razbuktavao, Sveti arhijerejski sabor je poručio kosovskim Srbima sa svog izvanrednog zasjedanja:  
Početkom rata na Kosovu 1998. godine, jedan od redovnika iz raško-prizrenske eparhije, Sava Janjić, je javno progovorio o stradanjima Albanaca na Kosovu, što je bio prvi put da neki pripadnik Srpske pravoslavne crkve pokaže brigu za položaj Albanaca.
24. ožujka 1999. godine, nakon što je Milošević odbio mirovni plan ponuđen u Rambouilletu, po kojem bi Kosovo dobilo natrag svoju autonomiju, a NATO ušao na to područje, počelo je zračno bombardiranje SRJ. Prvog dana bombardiranja, patrijarh Pavle je rekao Srbima da je ovaj rat za njih "obrambeni, pa je zato i od Boga blagoslovljen": 
Nakon 78 dana zračnih udara, Milošević je 11. lipnja 1999. prihvatio da se Vojska Jugoslavije povuče s Kosova. Nasuprot svojoj ranijoj izjavi, patrijarh Pavle nakon bombardiranja u jednom intervjuu daje izjavu koja bi se mogla protumačiti kao da Milošević nije ni trebao pružati otpor: 
15. lipnja 1999. godine Sveti arhijerejski sinod je izdao priopćenje u kome je zatražio da "aktualni predsjednik države i njegova vlada, u interesu naroda i za njegovo spasenje, podnesu ostavku".

## Epilog
Kritičari, poput Đorđevića, često naglašavaju da je SPC u procesu raspada jugoslavenske države i tijekom burnih ratnih zbivanja "odigrala neslavnu ulogu". Na području Republike Srpske porušene su gotovo sve džamije (ukupno 1.186) i veliki broj katoličkih crkvi (preko 500), što srpska crkva nije osudila. Neki svećenici, poput episkopa Vasilija Kačavende, su čak optuženi za ratna silovanja bosanskih žena i djevojčica. Po završetku ratova u bivšoj Jugoslaviji, pred svoju smrt, patrijarh srpski Pavle je 2007. godine rekao:

## Poveznice
- Srpska pravoslavna crkva i četnici
- Povijest Srpske pravoslavne crkve
- Političko djelovanje Srpske pravoslavne crkve

## Vanjske poveznice
- Mirko Đorđević, Ratni krst srpske Crkve
- Srpska pravoslavna crkva i novi srpski identitet  Arhivirana inačica izvorne stranice od 21. studenoga 2008. (Wayback Machine)
- MILORAD TOMANIĆ, SRPSKA CRKVA U RATU I RATOVI U NJOJ
- Filozofsko-teološki izvori antievropskog i antizapadnog diskursa u SPC
- Mirko Đorđević, O sprezi pravoslavne crkve sa strukturama političke moći[neaktivna poveznica]
- Slobodan Marković, Crkva i politika  Arhivirana inačica izvorne stranice od 11. svibnja 2011. (Wayback Machine)
- Kritika klerikalizacije Srbije  Arhivirana inačica izvorne stranice od 4. srpnja 2010. (Wayback Machine) (zbornik radova)
- SPC u agresiji na R BiH  Arhivirana inačica izvorne stranice od 31. siječnja 2010. (Wayback Machine)